# Jajá Coelho
Jackson Avelino Coelho, mais conhecido como Jajá Coelho, ou simplesmente Jajá (Ipatinga, 28 de fevereiro de 1986), é um futebolista brasileiro que atua como atacante e meia. Iniciou sua carreira nas categorias de base do América Mineiro. Atualmente encontra-se suspenso por ter usado substância proibida.

## Carreira
Transferido para o futebol holandês para atuar pelo Feyenoord como grande promessa, mesmo sem atuar nos grandes clubes brasileiros, foi 'emprestado' para o futebol belga e se tornou a sensação daquele país, jogando pelo Westerlo.
Posteriormente se transferiu para a equipe do Getafe, da Espanha, onde não conseguiu repetir o desempenho que teve no futebol belga. Foi então emprestado ao Flamengo, onde atuou em poucos jogos com atuações bem discretas. Em 2008 foi para o futebol da Ucrânia atuando pelo Metalist. Em 2010 se transferiu para o Trabzonspor da Turquia.
No dia 1 de fevereiro de 2012, o jogador acertou a sua ida ao Internacional, por empréstimo até o final do ano. Em sua estreia, no dia 17 de março de 2012, pelo Campeonato Gaúcho, contra o Juventude, no estádio Beira-Rio, Jajá entrou aos 26 minutos do segundo tempo, e, em apenas 5 minutos, marcou 2 belos gols. Nos 14 minutos finais, deu mais duas assistências, para Jô e Oscar, na goleada por 7-0.
No dia 12 de maio, o jogador foi afastado pela direção do clube, devido a um ato de indisciplina, logo depois da eliminação na Copa Libertadores da América, ao lado de Jô. No final do mês de maio, o jogador foi reintegrado e voltou a treinar com o grupo principal, mas perdeu espaço para o jovem Fred.
Em 2021, foi punido com uma suspensão de quatro anos devido ao uso de substância proibida.

## Estatísticas
| Clube         | Jogos | Gols | Assistências |
| ------------- | ----- | ---- | ------------ |
| Internacional | 30    | 4    | 8            |

## Títulos
Internacional
- Campeonato Gaúcho: 2012

Trabzonspor
- Copa da Turquia: 2010–11

### Outras Conquistas
Internacional
- Taça Farroupilha: 2012